# Liste der Biografien/Blav
Liste der Biografien |
Portal Biografien |
Personensuche
# |
A |
B |
C |
D |
E |
F |
G |
H |
I |
J |
K |
L |
M |
N |
O |
P |
Q |
R |
S |
T |
U |
V |
W |
X |
Y |
Z |
?
 
Ba |
Be |
Bd |
Bg |
Bh |
Bi |
Bj |
Bl |
Bm |
Bn |
Bo |
Br |
Bs |
Bu |
Bw |
By |
Bz
 
Bla |
Ble |
Bli |
Blj |
Blk |
Bll |
Blo |
Blu |
Bly
 
Blaa |
Blab |
Blac |
Blad |
Blae |
Blaf |
Blag |
Blah |
Blai |
Blaj |
Blak |
Blal |
Blam |
Blan |
Blaq |
Blar |
Blas |
Blat |
Blau |
Blav |
Blaw |
Blax |
Blay |
Blaz
Die Liste der Biografien führt alle Personen auf, die in der deutschsprachigen Wikipedia einen Artikel haben. Dieses ist eine Teilliste mit 10 Einträgen von Personen, deren Namen mit den Buchstaben „Blav“ beginnt.

## Blav

### Blava
- Blavatnik, Len (* 1957), US-amerikanisch-britischer Milliardär ukrainisch-jüdischer Herkunft
- Blavatsky, Helena Petrovna (1831–1891), russisch-US-amerikanische OkkultistinHelena Petrovna Blavatsky (1831–1891)

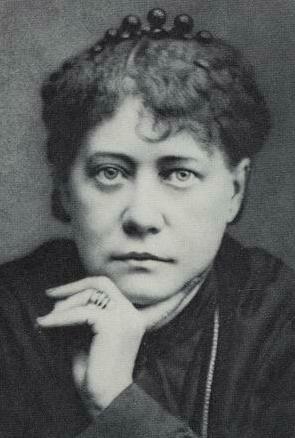
Helena Petrovna Blavatsky (1831–1891)

### Blave
- Blavet, Émile (1828–1924), französischer Journalist, Schriftsteller und Librettist
- Blavet, Michel († 1768), französischer Flötist und Komponist

### Blavi
- Blàvia, Roger (1963–2017), spanischer Perkussionist und Schlagzeuger
- Blavier, André (1922–2001), belgischer Schriftsteller, Bibliothekar und Publizist
- Blavier, André-Joseph (1713–1782), Komponist und Kapellmeister
- Blavier, Kurt (1886–1938), deutscher Politiker in Danzig und NS-Opfer
- Blavignac, Jean-Daniel (1817–1876), Schweizer Architekt, Historiker und Volkskundler

### Blavo
- Blavo, Harry Osei (* 1942), ghanaischer Diplomat